# Paul Huston
Paul Fremont Huston (Xenia, Ohio, 2 de junio de 1925-Canton, Ohio, 2 de febrero de 1992) fue un jugador de baloncesto estadounidense que disputó una temporada de la BAA. Con 1,9 metros de estatura, jugaba en la posición de alero.

## Trayectoria deportiva

### Universidad
Jugó con los Buckeyes de la Universidad de Ohio State entre 1945 y 1947, siendo elegido en 1946 en el mejor quinteto de la Big Ten Conference.

### Profesional
Fue elegido en la novena posición del Draft de la BAA de 1947 por Chicago Stags. Con este equipo disputó su única temporada como profesional, jugando 46 partidos en los que promedió 3,6 puntos y 0,6 asistencias por partido. Esa temporada el equipo se clasificó para los playoffs, cayendo ante Baltimore Bullets en semifinales.

## Estadísticas de su carrera en la BAA

### Temporada regular
| Temporada | Edad | Equipo        | Liga | P  | TC  | TCA | %TC  | TL  | TLA | %TL  | ASIS | FP  | PTS |
| 1947-48   | 22   | Chicago Stags | BAA  | 46 | 1.1 | 4.7 | .237 | 1.3 | 1.9 | .697 | 0.6  | 1.8 | 3.6 |
| Total     |      |               | BAA  | 46 | 1.1 | 4.7 | .237 | 1.3 | 1.9 | .697 | 0.6  | 1.8 | 3.6 |

### Playoffs
| Temp.   | Edad | Equipo        | Liga | P | TCA | TC | TLA | TL | R.OF. | REB | ASIS | FP | PTS | %TC  | %FT  | PTS | AST |
| 1947-48 | 22   | Chicago Stags | BAA  | 5 | 3   | 19 | 7   | 13 |       |     | 2    | 14 | 13  | .158 | .538 | 2.6 | 0.4 |
| Total   |      |               | BAA  | 5 | 3   | 19 | 7   | 13 |       |     | 2    | 14 | 13  | .158 | .538 | 2.6 | 0.4 |